# Navajeros
Pour plus de détails, voir Fiche technique et Distribution.
Navajeros, intitulée Dulces navajas au Mexique, est un film de coproduction hispano-mexicaine de 1980 réalisé par Eloy de la Iglesia,,.

## Synopsis
El Jaro (José Luis Manzano) est un jeune délinquant né à Villatobas (Tolède). Issu de milieux modestes, 1980 est une période où l'accès à l'emploi est difficile. Espagne compte plus d’un million et demi de chômeurs. Pour survivre dans cette situation précaire, "El Jaro" et sa bande n’hésitent pas à commettre des vols et des braquages dans tout Madrid afin d’obtenir de l’argent facilement et rapidement. En raison de son jeune âge — "El Jaro" n’a que quinze ans — chaque fois qu’ils sont arrêtés par la police, ils sont enfermés dans un centre de rééducation dont ils ne tardent pas à s’évader pour continuer leurs délits. Mercedes (Isela Vega), une prostituée d’un certain âge, tombe amoureuse de "El Jaro" et l’accueille chez elle pour le protéger. Malgré cette attention, "El Jaro" lui avoue qu’il est tombé amoureux d’une fille plus jeune qu’elle. Pendant son incarcération, la prostituée apprend qu’il a mis sa petite amie enceinte. À sa sortie de prison, Mercedes héberge les deux jeunes dans son appartement, où la cohabitation entre les trois devient insupportable.

## Fiche technique
- Titre : Navajeros
- Réalisation : Eloy de la Iglesia
- Scénario : Gonzalo Goicoechea et Eloy de la Iglesia
- Musique : Burning
- Photographie : Hans Burmann et Antonio Cuevas
- Montage : José Salcedo
- Production : J. A. Pérez Giner
- Société de production : Acuarius Films S.A.
- Pays :  Espagne
- Genre : Drame
- Durée : 95 minutes
- Dates de sortie : 
  -  Espagne : 1980 (Madrid)

## Distribution
- José Luis Manzano dans le rôle de El Jaro.
- Isela Vega dans le rôle de Mercedes.
- Verónica Castro dans le rôle de Toñi.
- Jaime Garza dans le rôle de El Butano.
- Enrique San Francisco dans le rôle de El Marqués.
- María Martín dans le rôle de la mère de El Jaro.
- José Sacristán dans le rôle du journaliste.
- José Luis Fernández 'Pirri' dans le rôle de El Nene.